# 조각구름

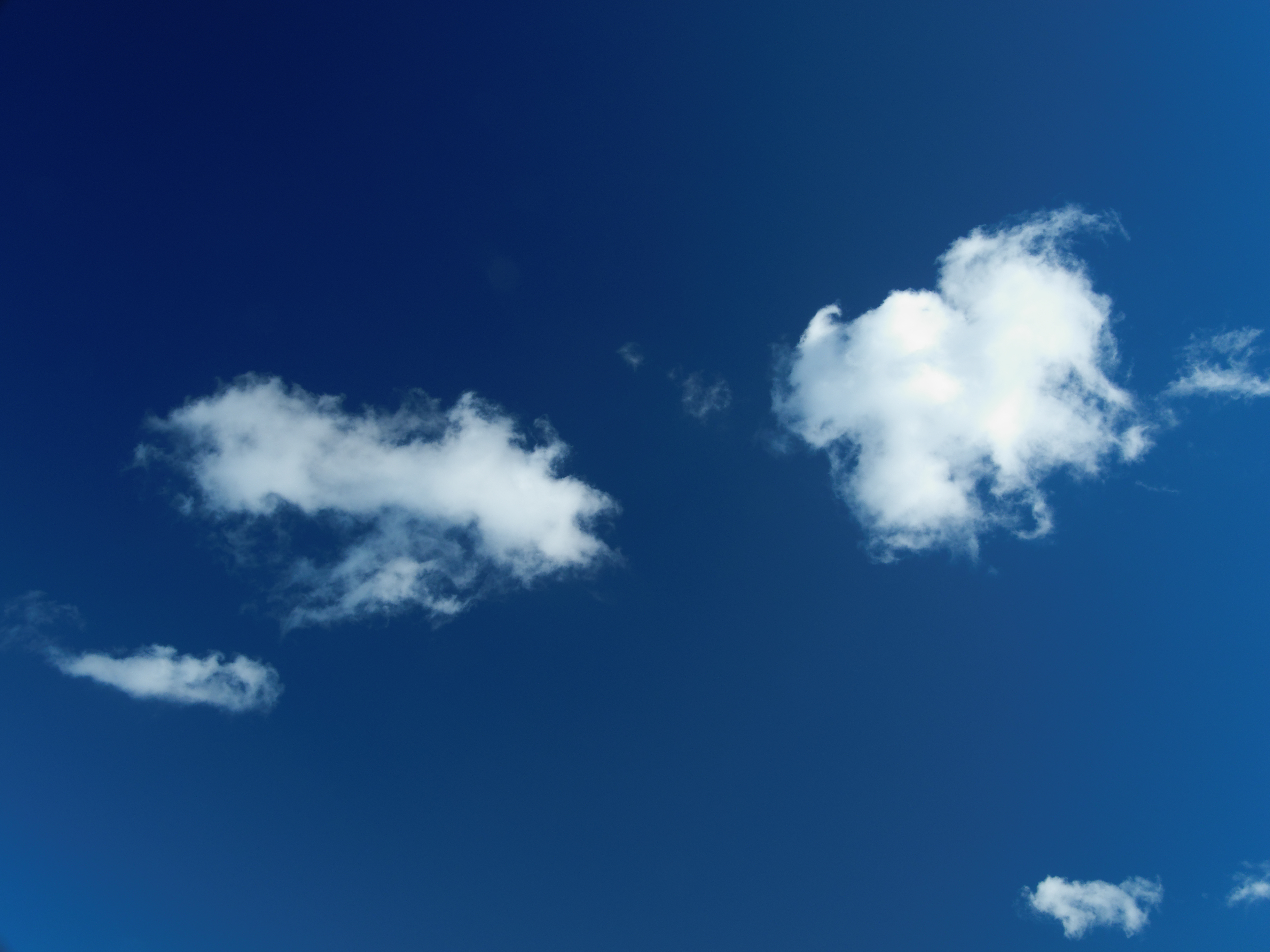
적운의 단편운.

조각구름(문화어: 쪽구름), 단운(斷雲) 또는 편운(片雲)은 대개 주변 운저 아래쪽에서 발견되는 작고 너덜너덜한 구름이다. 큰 구름에서 떨어져 나와 형성되며 강풍을 맞아 흩어지면서 찢어진 옷감이나 솜사탕 같은 불규칙한 모양을 만들어낸다.